# Pefferschöffskapelle Wimbach

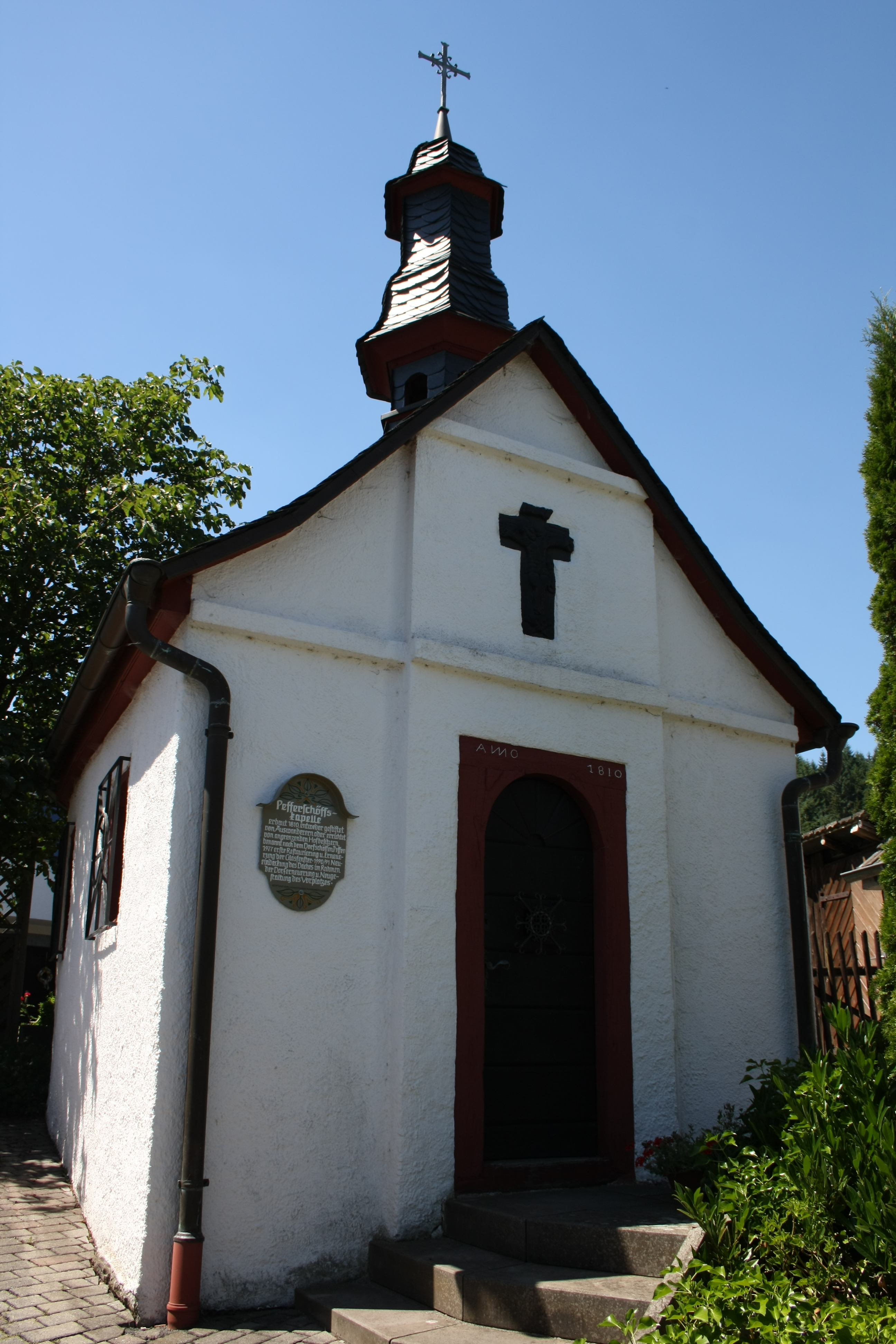
Pefferschöffskapelle in Wimbach

Die katholische Pefferschöffskapelle in Wimbach, einer Ortsgemeinde im Landkreis Ahrweiler (Rheinland-Pfalz), wurde vermutlich 1810 errichtet und befindet sich in einer Gasse, die von der Hauptstraße abführt.

## Geschichte
Die heute unter Denkmalschutz stehende Kapelle wurde, wenn man der bezeichneten Jahreszahl auf dem Fenstersturz folgt, 1810 errichtet. Im Unterdorf gelegen, führen drei Stufen zur mit Holz gefassten Eingangstür. Der Türrahmen und die hölzernen Fensterfassungen sind blutrot gestrichen und über dem Eingang ist ein altes Wegekreuz aus Basaltlava in das Mauerwerk eingelassen. Der recht merkwürdige Name soll vom Dorfschöffen Peffer abgeleitet worden sein, der im 19. Jahrhundert in der Nähe der Kapelle wohnte. 
Bei der Renovierung im Jahr 1977 erhielt der Saalbau einen neuen Innen- und Außenputz und der Altar und die Bänke wurden erneuert. Auf dem Dach befindet sich seit jeher ein Dachreiter, in der sich die kleine Glocke befindet.